# Collegepomp

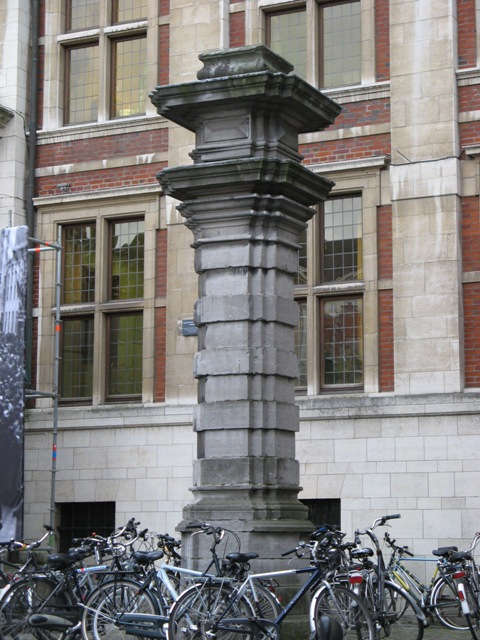

De Collegepomp is een van de twee waterpompen op de Oude Markt in Leuven (België). In tegenstelling tot de Sint-Janspomp, de andere pomp op het plein, functioneert de Collegepomp niet. Ze raakte beschadigd tijdens de Tweede Wereldoorlog.
De pomp dateert van het begin van de achttiende eeuw, uit 1724. Ze bevindt zich vlak voor het Heilige-Drievuldigheidscollege.
Sinds 1994 is de Collegepomp onderdeel van een beschermd stadsgezicht.